# Ponto Chique
Ponto Chique là một đô thị thuộc bang Minas Gerais, Brasil. Đô thị này có diện tích 602,367 km², dân số năm 2007 là 4046 người, mật độ 7,3 người/km².